# Serie 5600 de CP
La Serie 5600 es una serie de locomotoras eléctricas construidas por Siemens en asociación con Sorefame de Portugal para Comboios de Portugal, la compañía estatal de ferrocarriles de Portugal.
Las locomotoras 5600 pertenecen a la familia Siemens EuroSprinter de locomotoras universales (viajeros y mercancías) modulares construidas por Siemens para las compañías europeas de ferrocarril, las carrocerías siguen el diseño del prototipo ES64P construido por Siemens-Krauss Maffei, antes de la absorción del segundo por Siemens. 
Externamente las locomotoras son idénticas a la serie 252 española que fue construida a la misma vez pero ligeramente adaptadas al gálibo del Ancho Ibérico de la red general española y portuguesa, junto a diferencias menores como topes rectangulares en las 252 españolas y redondos en origen en las 5600 portuguesas, aunque esta última no dispone de compatibilidad DC.
Treinta locomotoras fueron adquiridas inicialmente, pero la 5624 quedó seriamente dañada en un accidente en 2003, quedando destrozada. Este accidente también provocó la destrucción de una CP Serie 1550.

## Ficha técnica
- Características de explotación
  - Números de serie: 5601-5630[2]

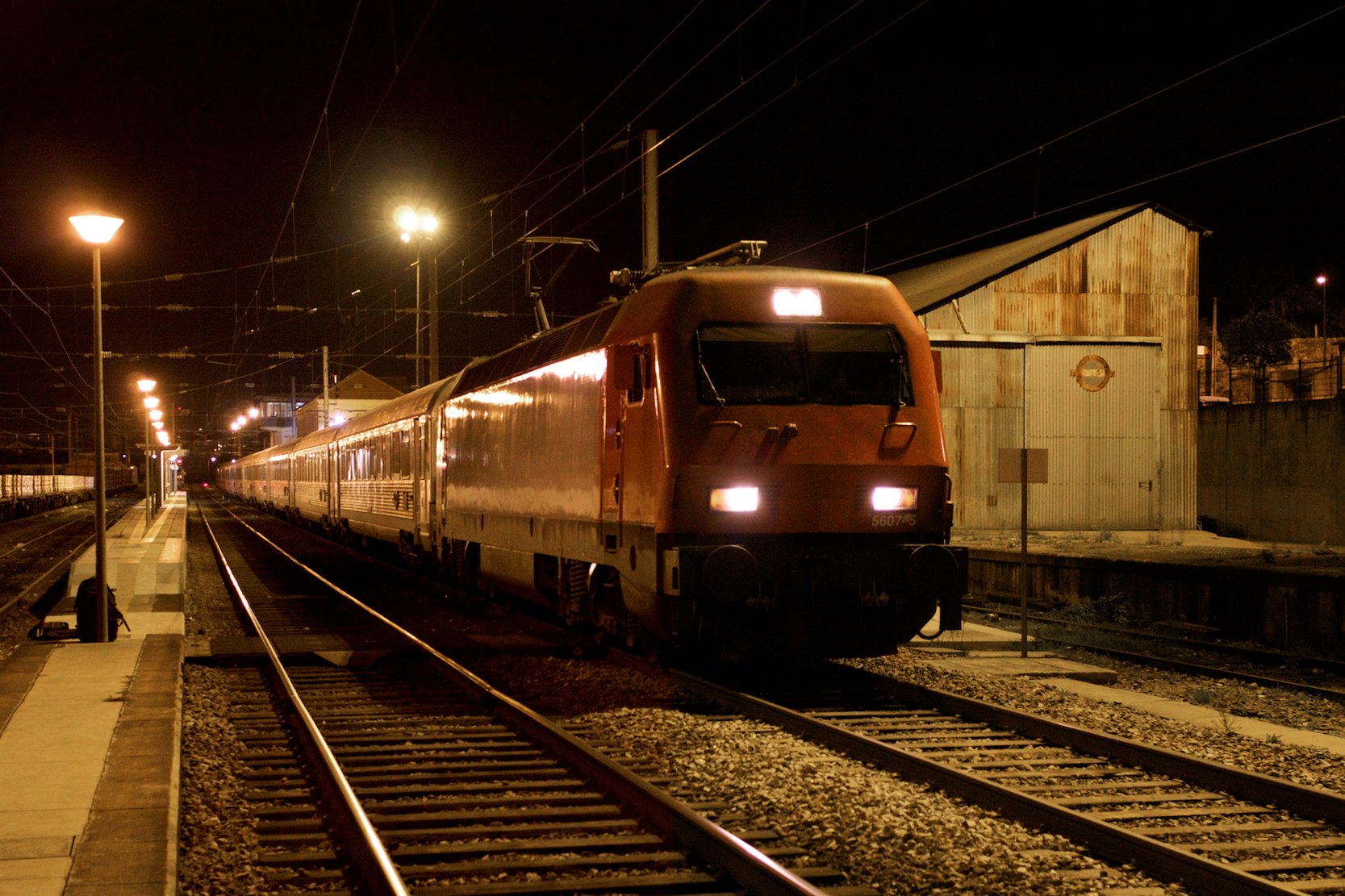
Locomotora 5607, remolcando un convoy Intercidades en la Estación de Vila Nova de Gaia, en 2009.

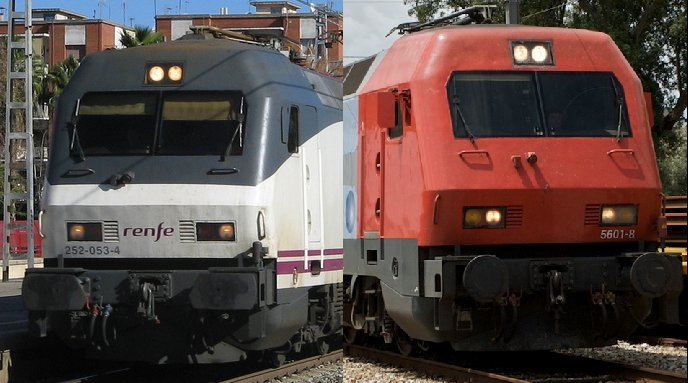
Comparación con la Serie 252 de Renfe.

  - Año de entrada en servicio: 1993[3]
  - Año de entrada en servicio en Portugal: 1993[2]
  - Número de unidades construidas: 30[4]
  - Número de unidades operativas: 29[2]
- Datos generales
  - Ancho de vía: 1668 mm[3]
  - Disposición de ejes: Bo'Bo'[4]
  - Diámetro de las ruedas (nuevas): 1250 mm[3]
  - Distancia entre los topes de choque: 20450 mm[3]
  - Tipo de tracción: Eléctrica[4]
  - Tensión: 25 kV 50 Hz[4]
  - Peso en servicio: 87 Toneladas[3]
  - Tipo de engranajes: Automáticos[5]
- Transmisión
  - Tipo: Eléctrica asíncrona[2]
- Motores de tracción
  - Fabricante: Siemens-Österreichische Bundesbahnen[3]
  - Cantidad: 4[3]
  - Tipo: Asíncronos trifásicos[3]
  - Potencia continua por motor: 1890 CV / 1400 kW[3]
  - Factor de potencia (c. alterna): próximo a 1[3]
  - Potencia total: 7560 CV / 5600 kW[4][6]
- Partes mecánicas
  - Fabricante: Krauss-Maffei Wegmann GmbH & Co KG-Asea Brown Boveri-Henschel[3]
- Sistemas de frenado
  - Tipo de freno (locomotora): Aire combinado con eléctrico (recuperación o reostático)[3]
  - Tipo de freno (composición): Aire comprimido[3]
- Características de funcionamiento
  - Velocidad máxima: 220 km/h[2]
  - Velocidad correspondiente al régimen continuo: 70 km/h[3]
  - Esfuerzo de tracción:
    - En arranque: 30 000 kg ≅ 300 kN[3]
    - A velocidad máxima: 9000 kg ≅ 90 kN[3]
    - En régimen continuo: 29 000 kg ≅ 290 kN[3]